# Kékvállú szajáka
A kékvállú szajáka (Thraupis cyanoptera) a madarak osztályának verébalakúak (Passeriformes) rendjébe és a tangarafélék (Thraupidae) családjába tartozó faj.

## Rendszerezése
A fajt Louis Pierre Vieillot francia ornitológus írta le 1817-ben, a Saltator nembe Saltator cyanopterus néven. Egyes szervezetek a Tangara nembe sorolják Tangara cyanoptera néven, ezt a nevet használja a feketefejű tangara (Tangara cyanoptera) is, ebben az esetben a neve Tangara argentea.

## Előfordulása
Dél-Amerika keleti részén, Brazília területén honos. Természetes élőhelyei a szubtrópusi és trópusi síkvidéki esőerdők, valamint másodlagos erdők. Állandó, nem vonuló faj.

## Megjelenése
Testhossza 18 centiméter, testtömege 41-46 gramm.

## Természetvédelmi helyzete
Az elterjedési területe még nagyon nagy, de csökken, egyedszáma szintén csökken. A Természetvédelmi Világszövetség Vörös listáján mérsékelten fenyegetett fajként szerepel.